# Campeonato da Europa de Atletismo de 2018 - 400 m masculino
A prova dos 400 metros masculino do Campeonato da Europa de Atletismo de 2018 foi disputada entre os dias 7 e 10 de agosto de 2018 no Estádio Olímpico de Berlim em Berlim,  na Alemanha. 

## Recordes
Antes desta competição, os recordes mundiais e do campeonato nesta prova eram os seguintes:
|                       | Nome              | Nacionalidade     | Tempo  | Local          | Data                  |
| --------------------- | ----------------- | ----------------- | ------ | -------------- | --------------------- |
| Recorde mundial       | Wayde van Niekerk | África do Sul     | 43s03  | Rio de Janeiro | 14 de agosto de 2016  |
| Recorde do campeonato | Iwan Thomas       | Reino Unido       | 44s 52 | Budapeste      | 21 de agosto de 1998  |
| Recorde europeu       | Thomas Schönlebe  | Alemanha Oriental | 44s 33 | Roma           | 3 de setembro de 1987 |

## Medalhistas
| Ouro                       | Prata              | Bronze                |
| Matthew Hudson-Smith (GBR) | Kevin Borlée (BEL) | Jonathan Borlée (BEL) |

## Cronograma
Todos os horários são locais (UTC+2).
| Data         | Hora  | Evento    |
| ------------ | ----- | --------- |
| 7 de agosto  | 10:35 | Bateria   |
| 8 de agosto  | 19:30 | Semifinal |
| 10 de agosto | 21:05 | Final     |

## Resultados

### Bateria
Qualificação: 3 atletas de cada bateria  (Q) mais os 3 melhores qualificados (q). 
| Posição | Bateria | Raia | Atleta                | Nacionalidade | Tempo | Notas                |
| ------- | ------- | ---- | --------------------- | ------------- | ----- | -------------------- |
| 1       | 2       | 8    | Jonathan Borlée       | Bélgica       | 45.19 | Q,                   |
| 2       | 1       | 8    | Kevin Borlée          | Bélgica       | 45.29 | Q,                   |
| 3       | 2       | 7    | Matteo Galvan         | Itália        | 45.48 | Q,                   |
| 4       | 1       | 6    | Ricardo dos Santos    | Portugal      | 45.55 | Q,                   |
| 5       | 2       | 6    | Jānis Leitis          | Letônia       | 45.56 | Q,                   |
| 6       | 2       | 4    | Samuel García         | Espanha       | 45.63 | q                    |
| 7       | 4       | 6    | Dwayne Cowan          | Grã-Bretanha  | 45.75 | Q                    |
| 8       | 1       | 7    | Vitaliy Butrym        | Ucrânia       | 45.82 | Q,                   |
| 9       | 1       | 2    | Pavel Maslák          | Chéquia       | 45.83 | q                    |
| 10      | 3       | 1    | Dylan Borlée          | Bélgica       | 45.84 | Q                    |
| 11      | 3       | 7    | Robert Parge          | Roménia       | 45.99 | Q                    |
| 12      | 4       | 5    | Donald Sanford        | Israel        | 46.00 | Q                    |
| 13      | 4       | 3    | Patrick Schneider     | Alemanha      | 46.15 | Q                    |
| 14      | 4       | 4    | Łukasz Krawczuk       | Polónia       | 46.17 | q                    |
| 15      | 2       | 3    | Dariusz Kowaluk       | Polónia       | 46.18 |                      |
| 16      | 3       | 8    | Martyn Rooney         | Grã-Bretanha  | 46.27 | Q                    |
| 17      | 3       | 6    | Oleksiy Pozdnyakov    | Ucrânia       | 46.47 |                      |
| 18      | 3       | 4    | Patrik Šorm           | Chéquia       | 46.52 |                      |
| 19      | 3       | 2    | Johannes Trefz        | Alemanha      | 46.53 |                      |
| 20      | 1       | 3    | Yavuz Can             | Turquia       | 46.58 |                      |
| 21      | 4       | 7    | Michal Desenský       | Chéquia       | 46.68 |                      |
| 22      | 1       | 1    | Christopher O'Donnell | Irlanda       | 46.81 | Recorde da temporada |
| 23      | 4       | 2    | Erik Martinsson       | Suécia        | 46.87 |                      |
| 24      | 4       | 8    | Batuhan Altıntaş      | Turquia       | 46.91 |                      |
| 25      | 2       | 5    | Stanislav Senyk       | Ucrânia       | 47.10 |                      |
| 26      | 3       | 5    | Tony Nõu              | Estónia       | 47.19 |                      |
| 27      | 1       | 5    | Mateo Ružić           | Croácia       | 47.32 |                      |
| 28      | 2       | 2    | Franko Burraj         | Albânia       | 47.56 |                      |
| 29      | 1       | 4    | Jessy Franco          | Gibraltar     | 48.12 | Recorde pessoal      |
| 30      | 3       | 3    | Joel Burgunder        | Suíça         | 48.78 |                      |

### Semifinal
Qualificação: 2 atletas de cada bateria  (Q) mais os  2 melhores qualificados (q). 
| Posição | Bateria | Raia | Atleta                | Nacionalidade | Tempo | Notas                |
| ------- | ------- | ---- | --------------------- | ------------- | ----- | -------------------- |
| 1       | 1       | 4    | Matthew Hudson-Smith* | Grã-Bretanha  | 44.76 | Q                    |
| 2       | 1       | 5    | Jonathan Borlée       | Bélgica       | 44.87 | Q,                   |
| 3       | 3       | 5    | Karsten Warholm*      | Noruega       | 44.91 | Q,                   |
| 4       | 3       | 6    | Luka Janežič*         | Eslovênia     | 44.93 | Q,                   |
| 5       | 3       | 3    | Kevin Borlée          | Bélgica       | 45.07 | q,                   |
| 6       | 2       | 5    | Karol Zalewski*       | Polónia       | 45.11 | Q,                   |
| 7       | 1       | 7    | Ricardo dos Santos    | Portugal      | 45.14 | q,                   |
| 8       | 2       | 4    | Óscar Husillos*       | Espanha       | 45.17 | Q                    |
| 8       | 1       | 6    | Matteo Galvan         | Itália        | 45.17 | Recorde da temporada |
| 10      | 2       | 6    | Rabah Yousif*         | Grã-Bretanha  | 45.30 | Recorde da temporada |
| 11      | 3       | 4    | Liemarvin Bonevacia*  | Países Baixos | 45.39 |                      |
| 12      | 1       | 2    | Dwayne Cowan          | Grã-Bretanha  | 45.45 | Recorde da temporada |
| 13      | 1       | 3    | Lucas Búa*            | Espanha       | 45.48 |                      |
| 14      | 2       | 3    | Davide Re*            | Itália        | 45.53 |                      |
| 14      | 2       | 8    | Jānis Leitis          | Letônia       | 45.53 | Recorde nacional     |
| 16      | 1       | 8    | Pavel Maslák          | Chéquia       | 45.59 | Recorde da temporada |
| 17      | 2       | 7    | Dylan Borlée          | Bélgica       | 45.63 |                      |
| 18      | 3       | 7    | Donald Blair-Sanford  | Israel        | 45.68 |                      |
| 19      | 3       | 1    | Martyn Rooney         | Grã-Bretanha  | 45.73 | Recorde da temporada |
| 20      | 1       | 1    | Łukasz Krawczuk       | Polónia       | 45.78 | Recorde da temporada |
| 21      | 3       | 8    | Samuel García         | Espanha       | 45.87 |                      |
| 22      | 3       | 2    | Vitaliy Butrym        | Ucrânia       | 46.01 |                      |
| 23      | 2       | 1    | Robert Parge          | Roménia       | 46.07 |                      |
| 24      | 2       | 2    | Patrick Schneider     | Alemanha      | 46.58 |                      |

* Atletas que entraram diretamente na semifinal. 

### Final

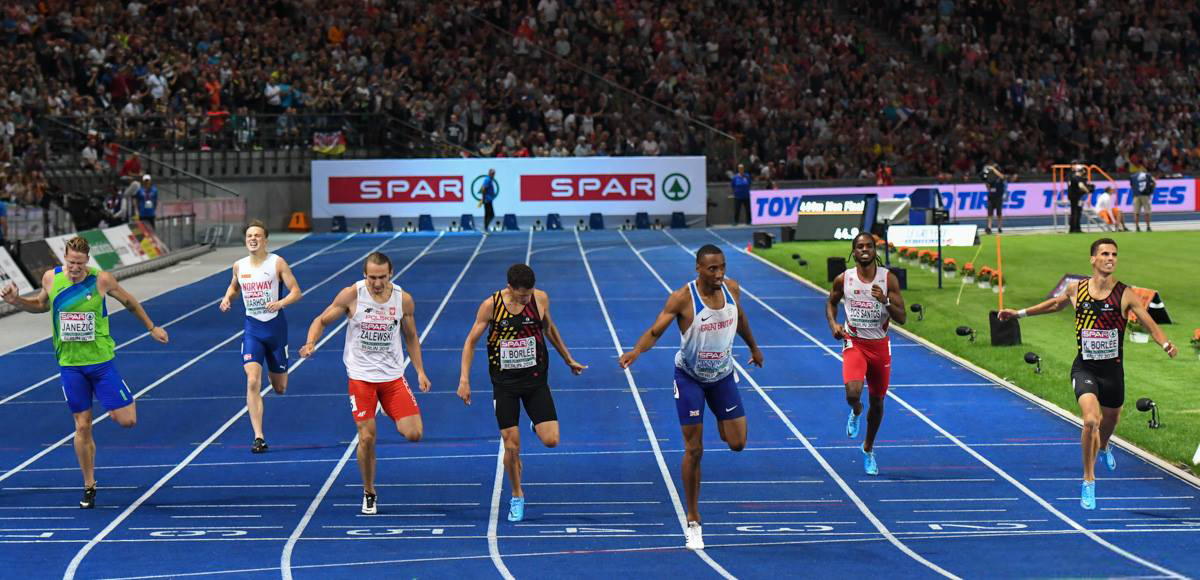
A final

| Posição           | Raia | Atleta               | Nacionalidade | Tempo | Notas |
| ----------------- | ---- | -------------------- | ------------- | ----- | ----- |
| Medalha de ouro   | 3    | Matthew Hudson-Smith | Grã-Bretanha  | 44.78 |       |
| Medalha de prata  | 1    | Kevin Borlée         | Bélgica       | 45.13 |       |
| Medalha de bronze | 4    | Jonathan Borlée      | Bélgica       | 45.19 |       |
| 4                 | 5    | Karol Zalewski       | Polónia       | 45.34 |       |
| 5                 | 7    | Luka Janežič         | Eslovênia     | 45.43 |       |
| 6                 | 8    | Óscar Husillos       | Espanha       | 45.61 |       |
| 7                 | 2    | Ricardo dos Santos   | Portugal      | 45.78 |       |
| 8                 | 6    | Karsten Warholm      | Noruega       | 46.68 |       |

Legenda
| Recorde mundial       | Recorde mundial (World record)               |                       | Recorde africano                      | Recorde africano (African) |                                           | Q | Classificado por posição (Qualified) |
| Recorde do campeonato | Recorde do campeonato (Championship record)  | Recorde da América    | Recorde da América (Americas)         | q                          | Classificado por melhor tempo (Qualified) |   |                                      |
| Melhor marca do ano   | Melhor marca do ano (World leading)          | Recorde asiático      | Recorde asiático (Asian)              | DNS                        | Não largou (Did not start)                |   |                                      |
| Recorde nacional      | Recorde nacional (National record)           | Recorde europeu       | Recorde europeu (European)            | DNF                        | Não terminou (Did not finish)             |   |                                      |
| Recorde pessoal       | Recorde pessoal do atleta (Personal best)    | Recorde da Oceania    | Recorde da Oceania (Oceania)          | DSQ / DQ                   | Desclassificado (Disqualified)            |   |                                      |
| Recorde da temporada  | Recorde da temporada do atleta (Season best) | Recorde sul-americano | Recorde sul-americano (South America) | NM                         | Sem marca (No mark)                       |   |                                      |